# Fauzi Bowo
Dr. Ing. H. Fauzi Bowo (Yakarta, 10 de abril de 1948) es un ingeniero y político indonesio. Fue gobernador de Yakarta.

## Biografía
Nacido en Yakarta, el 10 de abril de 1948. Hijo de Djohari Bowo bin Adiputro, natural de Malang, Este de Java, y de Nuraini binti Abdul Manaf, natural de Yakarta. Casado con Sri Hartati Bowo. 
En 1968 ganó una beca de estudios para estudiar en Alemania Occidental, graduándose en la Universidad Técnica de Brunswick, luego obtuvo el grado de Doctor en Ingeniería por la Universidad Técnica de Kaiserslautern.
Desde 1987 trabajó en la administración de Yakarta y fue tesorero del Partido Golkar de 1993 a 1997. 
El 8 de agosto de 2007 fue elegido gobernador de Yakarta (2007–2012), venciendo a su único opositor Adang Daradjatun con el 57,9% contra 42,1% en la primera elección para el cargo. Tomó posesión del mismo el 7 de octubre de 2007. Postuló para un segundo periodo como gobernador en las elecciones a gobernador de 2012 fue vencido el 20 de septiembre de 2012 en segunda vuelta por Joko Widodo.